# Wasyl Bohdanowicz Czyż
Wasyl Bohdanowicz Czyż herbu Godziemba (zm. na początku 1538 roku) – koniuszy dworny litewski w 1524 roku.